# مونتكيارو دكوي
مونتكيارو دكوي (بالإيطالية: Montechiaro d'Acqui)‏ هي بلدية في مقاطعة ألساندريا في إقليم بييمونتي في إيطاليا.

## السكان
في سنة 1861 بلغ عدد السكان 742 نسمة، وتطور العدد ليصل في سنة 2011 لـ 568 نسمة.
يظهر هذا المخطط البياني تطور النمو السكاني لـ مونتكيارو دكوي